# Stadion Rah Ahan
Stadion Rah Ahan w Teheranie – stadion mieszczący się w Teheranie, stolicy Iranu. Może on pomieścić 15 000 widzów. Na stadionie swoje mecze domowe rozgrywa drużyna Rah Ahan Teheran.